# Ulrika Kjällander
Ulrika Kristina Kjällander, född 7 januari 1973 i Uppsala  och död 25 december 2016 i Stockholm, var en svensk TV-profil.
Kjällander är född och uppvuxen i Uppsala. Hon var mest känd som en av de fasta deltagarna i TV-programmet Fredag hela veckan. Hon har arbetat på produktionsbolagen Jarowskij och Kajak och varit programledare för Klick i Aftonbladet TV7.